# Ludwig Ross

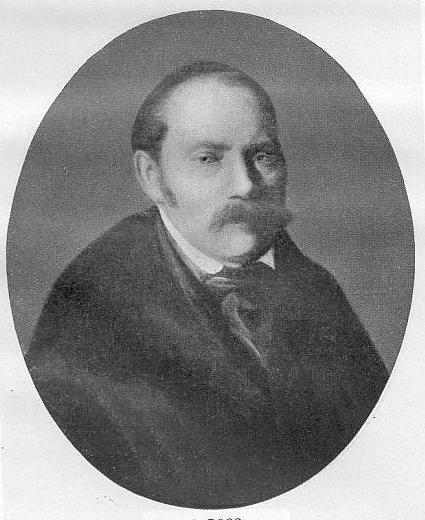
Ludwig Ross.

Ludwig Ross, född den 22 juli 1806 i Bornhöft i Holstein, död den 6 augusti 1859 genom självmord, var en tysk filolog.
Ross var 1833-36 konservator för fornsaker i Grekland och 1837-43 professor i arkeologi vid Atens universitet samt tillträdde 1845 en likartad professur i Halle. Bland hans arbeten må nämnas Inscriptiones græcæ ineditæ (3 häften, 1834, 1842, 1845), Die Akropolis von Athen nach den neuesten Ausgrabungen (med Schaubert och Hansen, 1839), en på nygrekiska författad handbok i konstens arkeologi (1841), Reisen auf den griechischen Inseln des Ägäischen Meers (4 band 1840-52) och Archäologische Aufsätze (2 band, 1855-61).